# Diospyros ketun
Diospyros ketun är en tvåhjärtbladig växtart som beskrevs av B. Walln. Diospyros ketun ingår i släktet Diospyros och familjen Ebenaceae. Inga underarter finns listade i Catalogue of Life.